# Dom przy pl. Wolności 20 w Bystrzycy Kłodzkiej
Dom przy pl. Wolności 20 w Bystrzycy Kłodzkiej – zabytkowy budynek w mieście Bystrzyca Kłodzka.
Piętrowy dom mieszkalny wybudowany na planie prostokąta w XVII w., kryty dachem dwuspadowym, przebudowany w XIX w.